# Crassula alsinoides
Crassula alsinoides ((Hook.f.) Engl., 1892), è una pianta succulenta appartenente alla famiglia delle Crassulaceae, originaria di una vasta area compresa tra Sudafrica, Camerun e Sudan. È originaria anche di Madagascar e della penisola arabica.
Descritta inizialmente come Tillaea alsinoides (Hook.f., 1863) da Joseph Dalton Hooker, ha ottenuto la sua attuale denominazione grazie a Adolf Engler nel 1892.
L'epiteto specifico deriva dal nome della sottofamiglia Alsine (oggi in Alsinoideae, si veda anche Stellaria media) e dal greco οειδής (oeides, simile a), per indicarne la somiglianza ad altre specie di piante erbacee.

## Descrizione

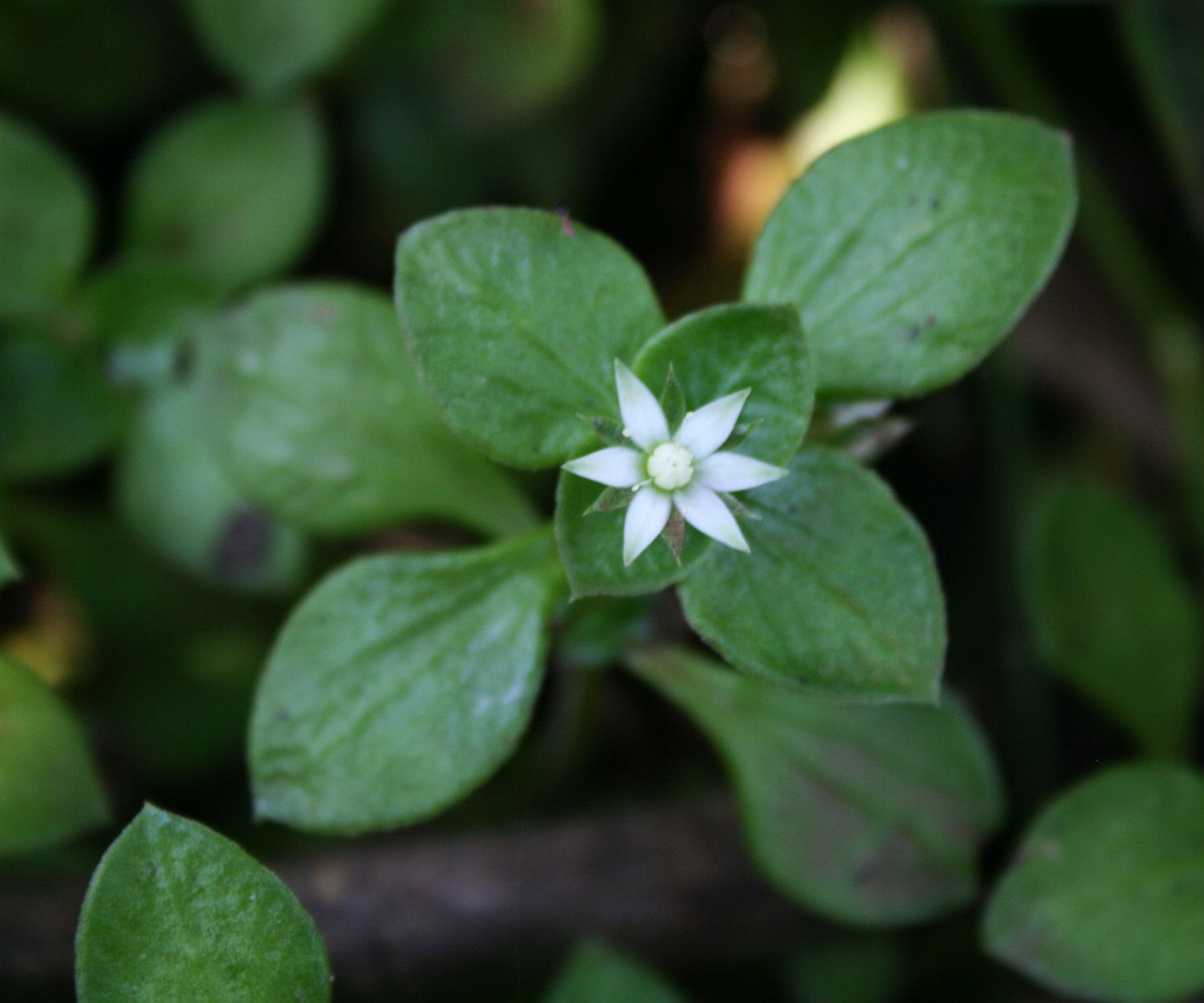
Foglia ed infiorescenza di C. alsinoides.

C. alsinoides è pianta erbacea perenne, a comportamento strisciante e che forma vasti tappeti erbosi. I numerosi steli che la compongono, sia striscianti che ascendenti, possono raggiungere i 50 centimetri in lunghezza. Questi sono generalmente glabri, con due linee longitudinali di peli, ramificano raramente e radicano a partire dai nodi inferiori, con radici filiformi.
Le foglie sono subsessili e lunghe 0,5-2,8 cm, picciolo incluso, e larghe 0,4-1,5 cm, di forma da ovato-cuneata ad ellittica o rombica, più raramente anche suborbiculare-spatulata. I margini sono interi, a volte finemente papilloso-serrulati ed in posizione submarginale si trova una linea di puntini pellucidi. Il picciolo è lungo tra 0,4 e 1,3 cm, glabro ed è appena differenziato dalla lamina.
I fiori sono in genere solitari ed ascellari, si sviluppano dalle estremità degli steli ed uno per ogni coppia di nodi contigui, raramente anche in posizione terminale. Sono uniti alla pianta grazie ad un peduncolo generalmente glabro, lungo tra i 3 e i 21 mm. Il calice, grande all'incirca la metà della corolla, è formato da cinque sepali dalla forma lanceolata e con le estremità acuminate, lunghi 5 mm e larghi 1 mm. La corolla è composta invece da cinque petali di colore bianco o, più raramente, rosato, dalla forma oblungo-lanceolata, che raggiungono una lunghezza di 6 mm per 1,8 mm in larghezza.
I frutti sono dei folliceti lunghi 5 mm e di forma oblunga, contenenti ciascuno tre follicoli. I semi, anch'essi di forma oblunga, misurano circa 0,5 mm in lunghezza.

## Tassonomia

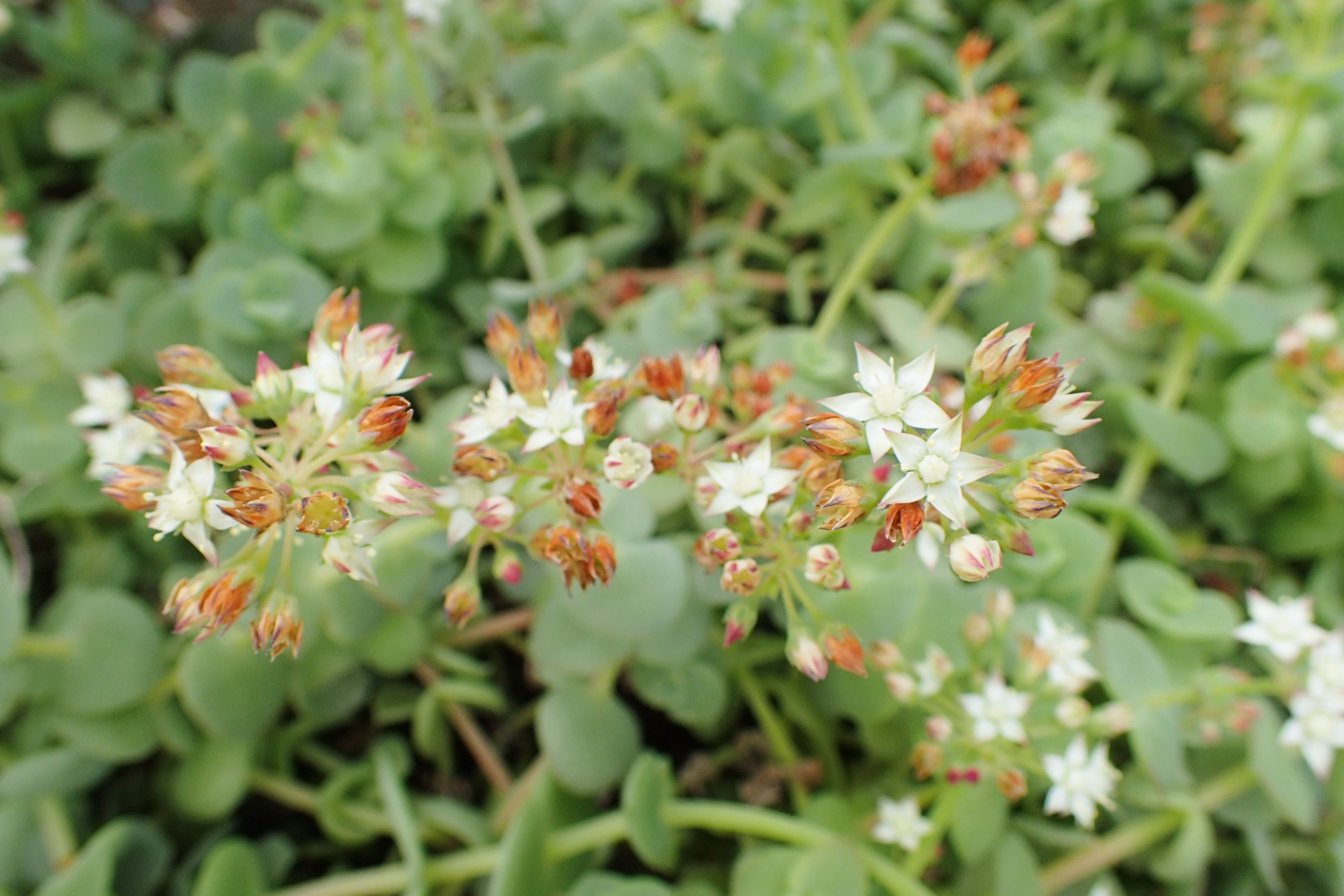
Esemplare di C. pellucida all'Orto botanico di Berlino.

Ad oggi la classificazione di C. alsinoides non è universalmente accettata: difatti, più che una specie a sé stante, alcuni autori tendono a considerarla come una sottospecie di Crassula pellucida, col nome di C. pellucida subsp. alsinoides.
La principale differenza tra le due specie è che in C. alsinoides le infiorescenze ascellari sono singole anche se, seppur raramente, possono svilupparsene di simili su esemplari di C. pellucida.

### Specie simili
Vi è una forte somiglianza con la specie C. pellucida che causa ambiguità nella classificazione, essendo questa fondamentalmente identica alla C. alsinoides, tranne che per le già citate infiorescenze.